# Чаплинка (Петриковский район)
Чаплинка (укр. Чаплинка) — село,
Чаплинский сельский совет,
Петриковский район,
Днепропетровская область,
Украина.
Код КОАТУУ — 1223783401. Население по переписи 2001 года составляло 1978 человек.
Является административным центром Чаплинского сельского совета, в который, кроме того, входит село
Ульяновка.

## Географическое положение
Село Чаплинка находится на берегу реки Чаплинка,
выше по течению примыкает село Першотравенка (Магдалиновский район),
ниже по течению примыкает село Хуторское.
Через село проходит автомобильная дорога Т-0414.

## История
Слобода Чаплинка при одноимённой речке, с населением состоятельным и зажиточным находилась в Новомосковском уезде. Её плодородные степи, во всей подробности были известны и знакомы Запорожскому товариществу. Около 1680 года здесь некоторые из войсковых старшин имели благоустроенные зимовники и хутора. С ранней весны, на всю летнюю рабочую пору, приходили сюда из под Кобеляк и из Сосницы родные и знакомые войсковых старшин и помогали им в хозяйственных работах. В 1707 году урочище Чаплинка значилось уже в числе населенных местностей запорожского казачества. В 1760 году Чаплинские степи были усеяны зимовниками и хуторами запорожского казачества, а её жители были уже люди семейные и оседлые. По образовании Азовской губернии, урочище Чаплинка, указом губернской Канцелярии, была наименована государственною воинскою деревнею. При составлении в 1782 году общей народной переписи, в Чаплинке найдено и внесено в списки жителей: мужчин — 182 и женщин — 106 душ. В начале 1786 года жители государственной слободы Чаплинки, по единодушному согласию и желанию всего общества, а также по просьбе обывателей ближайших соседних деревень, решились построить у себя церковь и образовать свой собственный самостоятельный приход. Избранными от всего общества и уполномоченные на все труды по сему делу, стали Иван Кравец и Никита Сегеда. В некоторых исторических документах встречается и другое название села — «Дубовые хутора». В XIX столетии в селе также проживали «кермешники» занимающиеся продажей корня «Кермека», который использовался при выделке кож.

## Экономика
- ООО «Весна».
- ООО «Альфа-Агро».
- ООО «Экофилд».

## Объекты социальной сферы
- Школа.
- Амбулатория.
- Дом культуры.